# Fannie Hillsmith
Fannie Hillsmith (* 4. November 1911 in Boston, Massachusetts; † 27. Juli 2007 in Jaffrey, New Hampshire) war eine US-amerikanische Malerin und Druckgrafikerin des 20. Jahrhunderts. Ihr Werk verbindet Elemente des Kubismus mit surrealistischen und symbolistischen Ausdrucksformen. Sie war Teil der New Yorker Avantgarde in den 1940er Jahren und wurde in bedeutenden Galerien wie Peggy Guggenheims Art of This Century ausgestellt.

## Leben
Fannie Hillsmith wurde 1911 in Boston geboren. Sie begann bereits als Jugendliche zu zeichnen. Ab 1930 studierte sie an der School of the Museum of Fine Arts in Boston, einer Institution, die ihr Großvater Frank Hill Smith mitbegründet hatte. Zu Beginn ihrer Ausbildung war das Zeichnen nach antiker Skulptur verpflichtend. Ab 1931 wurde der Lehrplan durch die britischen Künstler Rodney J. Burn und Robin Guthrie reformiert, wodurch das Zeichnen nach lebendem Modell früher möglich wurde. Nach dem Abschluss ihrer vierjährigen Ausbildung in Boston verbrachte Hillsmith ein weiteres Jahr an der Art Students League of New York. Dort hatte sie Unterricht bei Künstlern wie Alexander Brook, Yasuo Kuniyoshi, John Sloan und William Zorach. Besonders prägend war jedoch der Kontakt zur progressiven New Yorker Kunstszene um Vaclav Vytlacil sowie ihre Auseinandersetzung mit der Sammlung moderner Kunst in Albert Gallatins Gallery of Living Art. Die Werke von Paul Klee beeinflussten ihren Stil nachhaltig.
In den späten 1930er Jahren entwickelte Hillsmith eine Bildsprache, die durch lyrische Linienführung und vereinfachte, kindlich wirkende Formen geprägt war. Ihren künstlerischen Durchbruch hatte sie 1943 mit einer Einzelausstellung in Jimmy Ernsts Norlyst Gallery in New York. Peggy Guggenheim nahm ihre Arbeiten kurz darauf in drei Gruppenausstellungen der Galerie Art of This Century auf. 1944 wurde ihr Gemälde Imprisoned (heute im Besitz des Smithsonian American Art Museum) von Clement Greenberg als „vielleicht das beste Werk“ in Guggenheims Spring Salon for Young Artists bezeichnet – einer Ausstellung, in der auch Werke von Jackson Pollock, Robert Motherwell, William Baziotes und anderen zu sehen waren. Im selben Jahr wurde Hillsmith in Sidney Janis’ Publikation Abstract and Surrealist Art in America vorgestellt.
Im Sommer 1945 unterrichtete sie auf Einladung von Josef Albers am Black Mountain College. Zwischen 1946 und 1950 arbeitete sie im renommierten New Yorker Atelier Atelier 17 unter der Leitung von Stanley William Hayter. Dort kam sie in Kontakt mit europäischen Künstlern wie Joan Miró, Yves Tanguy und Jacques Lipchitz. In dieser Zeit vertiefte sie ihre Kenntnisse in der Druckgrafik und wandte sich zunehmend dem Kubismus zu, insbesondere inspiriert durch Juan Gris.

## Werk
Fannie Hillsmiths Werk verbindet kubistische Einflüsse mit einer verspielten, surreal anmutenden Bildsprache. Ihre Gemälde zeichnen sich durch geometrische Strukturen, eine klare Linienführung und eine reduzierte Farbpalette aus. Ab den 1960er Jahren schuf sie neben Gemälden auch dreidimensionale Konstruktionen und Assemblagen. Diese Arbeiten, die oft wie surrealistische Puppenhäuser anmuten, enthalten Miniaturmöbel, durchsichtige Wände und Spiegel, die den Raum verzerren. Damit verband Hillsmith kubistische Strukturelemente mit psychologischer Tiefenwirkung. Neben Malerei schuf sie auch Druckgrafiken und Collagen.
Fannie Hillsmith gilt als eine der wenigen amerikanischen Künstlerinnen der 1940er Jahre, die sich bewusst mit dem europäischen Kubismus auseinandersetzten und diesen mit einer persönlichen, symbolisch aufgeladenen Bildsprache verbanden. Ihre Werke wurden unter anderem im Smithsonian American Art Museum, im Whitney Museum of American Art und in verschiedenen privaten Sammlungen ausgestellt.